# 哲學方法論
哲学方法論（英語：philosophical methodology）是关于如何做哲学的研究。哲学家之间的观点是，哲學家解决哲学问题时遵循的方式与众不同，並且哲学家不仅使用一种方法来回答哲学问题。 

## 总览
系统哲学提供一个可以解释与人类生活有关的所有问题的理性框架。系统哲学家的例子包括柏拉图 ， 亚里斯多德，笛卡尔，斯宾诺莎和黑格尔。在许多方面，任何企图制定一个哲学方法，提供了構成現實的最终要素。形而上学則是探究系统哲學的其中一種方法。在近代哲學中，对系統哲學的回应是始于索倫·奧貝·克爾凱郭爾，并通过分析哲学，存在主义，诠释学和解构主义各种形式继续进行。 
哲学家遵循的方法的一些有共同特征（在讨论哲学方法时进行讨论）包括： 
- 有条理的怀疑：对一个人信仰的真实性表示怀疑的系统性过程。
- 邏輯論證：提供一个或多个支持解决方案的数據。
- 辩证法：提出其他哲学家批评的解决方案和论据，并帮助他们判断自己的观点。

### 怀疑和惊奇感
柏拉图说“哲学始于奇迹 ”， 亚里士多德赞同这一观点：“正是他们的奇迹、惊讶使人们開始进行了哲学思考，引领着他们。”  哲学化可能始于对公认信念的一些简单怀疑。最初对哲学的冲动可能来自怀疑，例如，當我们開始感覺对我们的世界最基本的信念都没有完全理解，也没有完全合理的理由時，就開始產生哲學的思考。

### 提出问题
哲学方法的另一个要素是制定要回答的问题和要解决的问题 。可行的假设是，问题或问题的陈述越清晰，识别关键问题就越容易。 

### 阐明解决方案
另一种方法是阐明一种理论，或者提供一种定义或分析 ，这构成了解决哲学问题的尝试。有时，一个哲学理论本身可以很简短地陈述。所有支持論點的哲学文本都是通过对冲 、解释和提供论证的方式。 
并非所有解決哲学问题的方案都包含定义或概括。 有时候，某种特定类型的解释不是一个因果解释，例如两种不同的意见似乎违背了彼此，但可以在同一时间举行，獲得一致的解释，這也可以将其称为哲学解释。 

### 证明解决方案
邏輯論證就是一组语句结论之一，不論是据说或暗示的， 或是蘊涵。人們认为論據是一堆原因，並且不仅是列表，而是逻辑上相互关联的语句，這些是構成原因的論據。總括來說，原因是前提，他们支持的主张是结论。綜合一起就構成论據。 
哲学的论据和辩論是哲学方法的另一个重要部分，惟很少人會找哲学家參與。特别在西方哲学传统中，缺乏很多爭論的人。然而哲学家很擅長提出论点，他们會不断要求并提出不同主张的论据。因此，这表明哲学是对论据事實及來源的追求。
一个好的论据，並且清晰、有条理和擁有合理的理由去说明，最终可以解决且激发我们接受哲学的原始疑虑。若一个人愿意在没有任何充分理由支持的情况下得到满足，那么西方的哲学方法就并不是他实际所需要的。 

### 哲学批评
幾乎所有哲學家的作品中普遍存在著另一種哲學方法的哲學批評。正是這一點使人們對社會事業進行了許多哲學思考。 
哲学家提供解决问题的定义和解释。他们争辩那些解决方案；然后其他哲学家提出了反驳的观点，期望最终提出更好的解决方案。这种交换和由此产生的观点修改称为辩证法 。辩证法就是在人们之间未能對事物达成共识時人们之间的哲学对话。 
一个人可以自己进行这种严厉的批评，但如果与提出批评的人分享了重要的假设，则其他人可以提供很大的帮助。 其他人则可以从另一个角度進行思考批评。 
普通百姓投入其中，开始尝试解决问题。他们立即开始在问题的不同方面提出赞成和反对的论据。哲学則与此不同。它是关于对假设的质疑，是对更深层次理解的挖掘。哲学是研究过程，以及关于目的的结论。它的方法与其他学科不同，在其他学科中，专家们可以就大多数基本原理达成一致。 

### 动机
哲学方法植根于动机 ，只有理解人们为什么选择哲学，才能正确地理解哲学是什么。人们经常去相信自己根本不了解的事情。例如：上帝、自己、自然世界、人类社会 、道德和生产。結果導致人們常常對這些事情產生疑惑，也不了解自己所做的事情的原因。有些人甚至不清楚自己信仰的含义，從而引致質疑对自己的信念的合理性。這一切主要在於人們從未去理解這些事物的來源及根據，更甚的是有些人從不願意去理解。 
这些问题還只是哲学上的冰山一角。关于这个宇宙，还有许多其他事情人们从根本上也一无所知。哲学家的工作就是研究所有未知的领域，探究一切事物的來源。 
可是，人们对基本概念了解甚少。例如： 
- 说一件事导致另一件事是什么意思？
- 什么是理性 ？ 什么是空间和时间 ？
- 什么是美 ，如果美是來自情人的眼中，那么在情人的眼中到底是什么？

人们还会思考有关知識論的许多问题，探究知識的來源，並且人们对生活有著很多的基本假设。不同的假设将导致不同的生活方式。